# Torrmyrasjön
Torrmyrasjön är en sjö i Vaggeryds kommun i Småland och ingår i Lagans huvudavrinningsområde. Sjön har en area på 0,346 kvadratkilometer och ligger 171 meter över havet.

## Delavrinningsområde
Torrmyrasjön ingår i det delavrinningsområde (635831-140535) som SMHI kallar för Ovan Hagsjöbäcken. Medelhöjden är 182 meter över havet och ytan är 32,47 kvadratkilometer. Räknas de 16 delavrinningsområdena uppströms in blir den ackumulerade arean 404,6 kvadratkilometer. Delavrinningsområdets utflöde Lagan (Härån) mynnar i havet. Delavrinningsområdet består mestadels av skog (64 %) och sankmarker (23 %). Avrinningsområdet har 1,71 kvadratkilometer vattenytor vilket ger det en sjöprocent på 5,2 %.